# Miguel Pinto Luz
Miguel Pinto Luz (nascido em 8 de março de 1977) é um político português que exerce atualmente o cargo de vice-presidente do Partido Social Democrata e de Ministro das Infraestruturas e Habitação do XXIV Governo, liderado por Luís Montenegro. Foi também Secretário de Estado das Infraestruturas, Transportes e Comunicações durante o XX Governo Constitucional e Vice-presidente da Câmara Municipal de Cascais entre 2017 e 2024.
Foi candidato à liderança do Partido Social Democrata em 2020 contra Rui Rio e Luís Montenegro, ficando em terceiro lugar com menos de 10% dos votos e não conseguindo ir à segunda volta. Durante a campanha, apoiou uma aliança com o Chega caso o PSD precisasse deles para formar governo.
Após a eleição da liderança em 2022, Pinto Luz tornou-se um dos vice-presidentes de Luís Montenegro. Foi escolhido como o cabeça de lista pelo distrito de Faro nas eleições legislativas de 2024, decisão que tem sido amplamente criticada por todas as lideranças partidárias autárquicas.
Licenciou-se no ano 2000 em Engenharia Eletrotécnica e de Computadores pelo Instituto Superior Técnico. Tem também um MBA na AESE Businesss School/IESE da Universidade de Navarra.